# Salomón (Händel)
Salomón HWV 67 es un oratorio en tres actos de Georg Friedrich Handel compuesto entre el 5 de mayo y el 13 de junio de 1748. También se le conoce como La Reina de Saba.
La primera representación tuvo lugar el 17 de marzo de 1749 en el Covent Garden de Londres con escaso éxito. Hubo tres representaciones en 1749 y dos en 1759 en otra versión, pocos días antes de la muerte del autor.

## Libreto
El autor del libreto es desconocido. Parece que se trata de Thomas Morell, aunque Winton Dean afirma que el estilo de las metáforas que se utilizan no se corresponde con el estilo de Morell. 
El libreto se basa principalmente en los libros bíblicos de Primero de los Reyes (1 Reyes 1-11) y el segundo libro de Crónicas (2 Crónicas 1-9) y en relación con la visita de la Reina de Saba, en las Antigüedades judías del escritor judío Flavio Josefo. 

## Argumento

### Primer acto
La construcción del Templo en Jerusalén.
Al comienzo de la obra, Salomón y el pueblo hebreo celebran la consagración del templo que acaba de construirse en la Ciudad Santa. El Rey se regocija en su matrimonio con su única esposa (libertad que se toma con el relato bíblico, que relata que tuvo cientos de esposas y concubinas), y promete construirle un majestuoso palacio. Luego, la pareja expresa su amor mutuo antes de retirarse a dormir, mientras la brisa fragante con aromas florales y el canto de los ruiseñores los invitan a descansar.

### Segundo acto
El juicio de Salomón. 

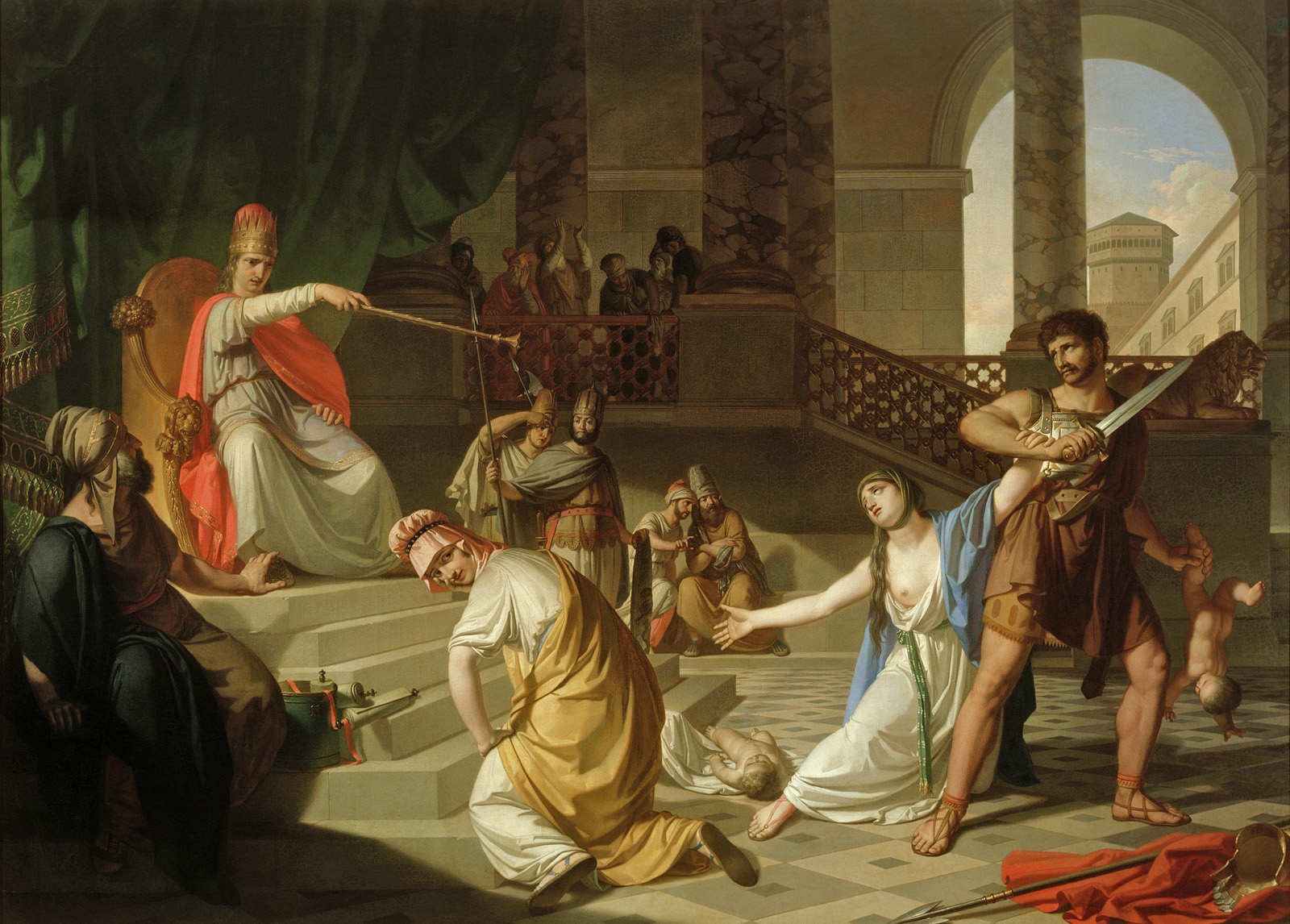
El juicio de Salomón, 1828, Franz Caucig.

La sabiduría legendaria del hijo de David queda ilustrada por la historia de las dos prostitutas que se pelean para ser reconocidas, cada una de ellas, como la madre de un bebé que se le presenta. Salomón les propone resolver su discordia cortando al niño en dos con su espada, para dar la mitad a cada uno. Horrorizada, la verdadera madre rechaza la propuesta aceptando dejar el bebé a la otra mujer. El Rey reconoce así que su instinto maternal ha hablado y que ella es realmente la madre del niño y no la otra mujer.

### Tercer acto
El encuentro con la Reina de Saba. 
La Reina de Saba viene a visitar la corte del hijo de Betsabé y éste acude con la ayuda de su pueblo para deleitarla con una música con grandiosos coros. Cada uno evoca a su vez la languidez de la música suave, la búsqueda de la gloria militar, la desesperación del amante despreciado y la tormenta que acaba por calmarse. Todos celebran el Reino de Israel gobernado por su sabio rey, personificando una edad dorada de paz, felicidad y prosperidad.

## Intérpretes
En la representación original de 1749, los artistas intérpretes fueron: 
- Caterina Galli (mezzo-soprano) - Salomón,
- Frasi Giulia (soprano) - Hija de Salomón, primera prostituta y la Reina de Saba;
- Sibila Gronamann (soprano) - Segunda prostituta;
- Thomas Lowe (tenor) - Zadock;
- Henry Reinhold (bajo) - Un levita.

## Instrumentación
- Instrumentos de cuerda: Primeros violines, segundos violines, primeras violas, segundas violas, violonchelos, contrabajos.
- Maderas: 2 flautas traversas, 4 oboes, 4 fagots.
- Bronces: 3 cornos, 2 trompetas.
- Percusión: Timbales.
- Bajo continuo: Órgano, clavecín, violonchelos, contrabajos.

## Características musicales
"Salomón" está ricamente orquestado según los estándares de su época, y requiere una orquesta de flautas, oboes, fagots, trompetas, trompetas, timbales, cuerdas y bajo continuo. Muchos de los coros grandiosos y variados están en ocho partes ("un coro doble") en lugar de las cuatro partes más habituales. 
El número final del Acto I es el coro "Que no haya intrusos imprudentes", generalmente llamado Nightingale Chorus, con flautas que imitan el canto de los pájaros sobre un suave susurro creado por cuerdas divididas en numerosas partes diferentes. 
El tercer acto comienza con la famosa sinfonía conocida como "La llegada de la reina de Saba", una brillante y vivaz pieza orquestal con oboes que a menudo se ha utilizado fuera del contexto de los oratorios como pieza procesional. Se cree que Sir Thomas Beecham le dio el nombre de "La llegada de la reina de Saba" a esta sinfonía, quizás en 1933 cuando hizo una grabación de la misma, o quizás en 1955 cuando grabó el oratorio en una versión abreviada. y forma reorquestada.